# خرچنگ مونتانا
خرچنگ مونتانا (نام علمی: Componocancer roberti) نام یک گونه از فروراسته خرچنگ است.